# Special A
Special A (jap. S・A, Supesharu Ē) ist eine Manga-Serie der Zeichnerin Maki Minami. Sie ist dem Shōjo-Genre zuzuordnen und wurde auch als Anime-Fernsehserie umgesetzt.

## Handlung
In der „Hakusenka-Oberschule“ sind die Klassen entsprechend den Noten A (beste) bis F (schlechteste) eingeteilt. Von der A Klassen gibt es jedoch nur drei Stück in deren beste, als „Special-A“, kurz „S.A“ bezeichnete, Klasse nur sieben Schüler aufgenommen werden und entsprechend abseits der anderen Schüler in einem besonderen Schulgebäude „Der Lustgarten“ unterrichtet werden.
Hikari Hanazono (華園 光, Hanazono Hikari) ist die Tochter eines gewöhnlichen Zimmermanns. Bei ihm erlernte sie als Hobby das Wrestling und war ungeschlagen. Sie ist hyperenergisch, aber auch eine richtige Spätzünderin. Seit sie in ihrem sechsten Lebensjahr gegen Kei Takishima (滝島 彗, Takishima Kei) im Wrestling verlor und ihre erste Demütigung erlebte, gibt sie sich Mühe und besucht die äußerst anspruchsvolle Eliteschule für Wohlhabende, um Kei zu besiegen. Allerdings ist Kei der beste Schüler dieser Schule, ein „perfekter Übermensch“, der insgeheim selbst den Takishima-Konzern seiner Eltern beeinflusst. So ist und bleibt sie die „Nummer 2“. Davon immer wieder in ihrem Ego verletzt wetteifert sie mit ihm bei jeder Gelegenheit, um dann schlussendlich doch immer wieder knapp unterlegen zu sein.
Kei, der meist sehr abweisend ist, entwickelt jedoch auch Gefühle für Hikari, auch wenn er es nie öffentlich zugeben würde. Obwohl es immer wieder zu Situationen kommt, in denen sich die beiden näherkommen könnten, ist Hikari jedoch so sehr in ihren persönlichen Zweikampf vertieft, dass sie seine Zuneigung nicht bemerkt.

## Nebencharaktere
- Jun Yamamoto (山本 純)
Megumis kleiner Zwillingsbruder ist die Nummer drei des Jahrgangs. Er ist fast so wortkarg wie seine Schwester, schwärmt wie Megumi seit der Kindheit für Ryu und ist begeisterter Geigenspieler.
- Megumi Yamamoto (山本 芽)
Die Tochter eines Musikproduzenten und einer talentierten Sängerin ist die Nummer vier des Jahrgangs. Anstatt zu reden, schreibt sie alles auf einen Notizblock, denn sie will ihre Stimme schonen.
- Tadashi Karino (狩野 宙)
Der einfältige Junge, der alles nach seinem Tempo erledigt ist die Nummer fünf des Jahrgangs und Sohn der Schuldirektorin. Er liebt es, Kuchen und anderes Gebäck zu essen, und ist verliebt in Akira Todo.
- Akira Todo (東堂 明)
Sie ist die Nummer sechs des Jahrgangs und hat Hikari sehr gern. Die Tochter des Präsidenten einer Fluggesellschaft mag Mädchengespräche und Teestunden. Sie ist diejenige, die sich fiese Pläne ausdenkt, um Kei Takishima von Hikari fernzuhalten.
- Ryu Tsuji (辻 竜)
Der Tierliebhaber ist die Nummer sieben des Jahrgangs. Ryu ist der Sohn des Präsidenten eines Sportartikelherstellers und passt auf Megumi und Jun auf, da ihre Eltern meistens weg sind. Die zwei Geschwister hängen sehr an ihm.

## Veröffentlichungen des Mangas
In Japan erschien Special A von April 2003 bis März 2009 in Einzelkapiteln im Manga-Magazin Hana to Yume des Hakusensha-Verlages. Diese Einzelkapitel wurden auch regelmäßig in insgesamt 17 Sammelbänden (Tankōbon) veröffentlicht. Auf Englisch erschien der Manga bei Viz Media in den USA.
In Deutschland wurden 2007 drei Kapitel im Manga-Magazin Daisuki präsentiert und wurde von Carlsen Comics von August 2007 bis November 2011 als Taschenbuch veröffentlicht.

## Produktion und Veröffentlichung des Animes
Im Jahr 2008 wurde durch eine Kooperation der Anime-Studios AIC und Gonzo eine Anime-Fernsehserie produziert. Regie führte Yoshikazu Miyao, Charakter-Designer war Kiyotaka Nakahara und die künstlerische Leitung übernahm Ayumi Sugimoto. Die Serie wurde vom 7. April bis 15. September 2008 nach Mitternacht (und damit am vorigen Fernsehtag) im japanischen Fernsehen von Chiba TV gezeigt, wenige Tage später begann die Ausstrahlung in den Programmen von AT-X, TV Aichi, TV Kanagawa, TV Ōsaka und TV Saitama. Die Musikproduktion übernahm die Firma Pony Canyon.

### Synchronisation
| Rolle           | japanischer Synchronsprecher (Seiyū) |
| --------------- | ------------------------------------ |
| Kei Takishima   | Jun Fukuyama                         |
| Hikari Hanazono | Yūko Gotō                            |
| Jun Yamamoto    | Tsubasa Yonaga                       |
| Megumi Yamamoto | Ayahi Takagaki                       |
| Tadashi Karino  | Hiro Shimono                         |
| Akira Todo      | Hitomi Nabatame                      |
| Ryu Tsuji       | Kazuma Horie                         |

### Musik
Die Musik der Serie wurde komponiert von Rie Mitsunaga und Shōgo Kaida. Der Vorspanntitel Special Days stammt von Yuko Goto, als Abspannlied verwendete man Hidamari no Gate (陽だまりのゲート) von Jun Fukuyama, Hiro Shimono, Tsubasa Yonaga und Kazuma Horie.

## Hörspiel
Im Februar 2007 erschien in Japan eine Hörspiel-CD zu Special A. Die Handlung dreht sich um den Valentinstag.